# Gratta e vinci

Il logo del Gratta e vinci.

Le lotterie istantanee o lotterie ad estrazione istantanea sono lotterie realizzate con la vendita di biglietti (denominati popolarmente grattini o in inglese scratchcard); commercializzati presso i rivenditori autorizzati, su cui è stampata una combinazione di numeri o di simboli, nascosta da una patina asportabile con abrasione. La modalità di gioco richiede di asportare, grattandola, la patina che ricopre l’area di gioco per scoprire la combinazione di numeri o di simboli celata. La combinazione risulta vincente se risponde a quanto previsto dalle regole del gioco, riportate sul biglietto stesso.

## In Italia
Col marchio gratta e vinci vengono  identificate le lotterie nazionali ad estrazione istantanea previste dal D.M. 12 febbraio 1991 n. 183, regolamentate dall’Agenzia delle dogane e dei monopoli («ADM», già Amministrazione autonoma dei monopòli di Stato). La gestione delle lotterie ad estrazione istantanea, anche con partecipazione a distanza, è svolta dal 1º ottobre 2010 dal concessionario “Lotterie Nazionali S.r.l.”, titolare di convenzione di concessione sottoscritta con ADM. Il regolamento di ogni lotteria è pubblicato sul sito dell’ADM.

### Storia
Le Lotterie nazionali ad estrazione istantanea sono state distribuite per la prima volta in Italia il 21 febbraio 1994 per introdurre una modalità di gioco che consente di conoscere "istantaneamente" il risultato e l'eventuale vincita; a tal fine, per tali lotterie è stata coniata la locuzione "gratta e vinci" che sintetizza la dinamica di svolgimento del gioco: l'acquirente si sente protagonista esclusivo del proprio rapporto con la fortuna.
I primi tagliandi della prima lotteria presero il nome di La Fontana della Fortuna: più fontane di Trevi si trovavano, più alta era la vincita, da 2.000 lire (il prezzo di un biglietto) a 100 milioni di lire. I premi fino a 50.000 lire (25 euro) erano subito ritirabili presso il rivenditore. Per l'esordio ne furono distribuiti 40 milioni. Il primo premio venne vinto l'8 aprile 1994 in un bar di piazza Napoleone a Lucca da una colf di 35 anni.
Il 20 maggio La Fontana della Fortuna fu sostituito da La fortuna col Mundial, con chiaro riferimento all'imminente campionato mondiale di calcio 1994.
La prima campagna pubblicitaria di Gratta e Vinci viene realizzata nel 2004 ed è accompagnata dallo slogan “Ti piace vincere facile?”. Nel 2018 lo slogan cambia in “Sogna, gratta e vinci.”
Il Gratta e Vinci è composto da biglietti di diverse fasce di prezzo (50 centesimi, 1 Euro, 2 Euro, 3 Euro, 5 Euro, 10 Euro, 15 Euro, 20 Euro o 25 Euro), e diverse meccaniche di gioco.
Il marchio «Gratta e Vinci on line» identifica le lotterie nazionali ad estrazione istantanea con partecipazione a distanza o "lotterie telematiche", ispirate ai meccanismi di gioco delle lotterie ad estrazione istantanea e fruibili su canali telematici (PC e dispositivi mobile). Le condizioni generali di gioco sono disciplinate dal Decreto Direttoriale ADM del 17 maggio 2011. Per poter partecipare al gioco è necessario essere titolari di un conto gioco (ove sono registrate le operazioni connesse all’acquisto e alla effettuazione della giocata) aperto presso uno dei rivenditori a distanza autorizzati dall’ADM alla raccolta dei Gratta e Vinci on line.
Le lotterie ad estrazione istantanea con partecipazione a distanza («Gratta e Vinci on line») sono state introdotte da ADM in via sperimentale nel 2006 e in via definitiva nel 2011.
Seguirono (in ordine cronologico):
- 1994: La Vela della Fortuna, La Fortuna sotto L'Albero;
- 1995: Amore e Fortuna, La Fortuna in Maschera, La Carta della Fortuna, La Fortuna sotto Le Stelle, Le Città della Fortuna (in questo caso ogni biglietto rappresentava una fra le 60 città principali d'Italia), La Fortuna sotto La Neve;
- 1996: Sette e Vinci, Asso Piglia Tutto, Natale con La Fortuna;
- 1997: Terno e... Vinci, Rosso e Nero, Scarta e Vinci, Spacca 15, Milionaria, Bingo;
- 1998: Roulette, Vinci con La Natura, Bowling, Battaglia Navale, Buone Feste;
- 1999: Caccia al Tesoro, Lancillotto, I Fiori della Fortuna, Le Città delle Vacanze, In Bocca al Lupo;
- 2000: La Carta + Alta, Stramba e Vinci, Goal, Gratta & Jackpot, Caccia al Proverbio;
- 2001: Supercosmo, L'America del Columbus Day, Il Mercante in Fiera;
- 2002: Partitissima, Gioca a Scopa e Vinci, Colora La Tua Fortuna;
- 2003: L'isola del Tesoro, Colpo di Fortuna, Il Gioco delle Meraviglie, Animali Portafortuna, Lo Zodiaco;

Dal 7 giugno 2004 il gioco è stato rinnovato e commercializzato come Gratta e vinci!, cioè l'espressione con cui il gioco era conosciuto fin dagli esordi in ambito popolare e giornalistico grazie alla scritta «Gratta qui e vinci con me» presente sui tagliandi. Il rilancio ha riscosso un immediato successo:
- 2004: Batti il Banco, Uno... Due... TRIS, Caccia al Bottino, Dado Matto, Thriller Tris, Sette e Mezzo, Stella Stellina;
- 2005: Tutti Frutti, Fai Scopa!, Las Vegas, Super Poker, Miliardario;
- 2006: Medaglia d'Oro, Portafortuna, Tutti al Mare, Tuffati nell'Oro;
- 2007: Mega Miliardario, Montagna d'Oro, La Gallina dalle Uova d'Oro, Spider-man 3, Milioni di Milioni, La Fortuna Gira, Affari Tuoi;
- 2008: Un Mare di Fortuna, Oroscopo, Indiana Jones e il Regno del Teschio di Cristallo, L'Albero dei Premi, Colpo Vincente;
- 2009: Prendi Tutto, Il Tesoro del Faraone, Nuovo Fai Scopa!, Gratta Quiz, Spiaggia d'Oro, Magico Natale, Quadrifoglio d'Oro, Caccia ai Tesori;
- 2010: Turista per Sempre, Bowling, Sbanca Tutto, Monopoly, Forza Azzurri, Una Barca di Soldi, L'Eredità: La Ghigliottina, Nuovo Batti il Banco, Vivere alla Grande, Nuovo Dado Matto, Tanti Auguri;
- 2011: Maxi Miliardario, Buon Compleanno, Mille e Una Notte, Tris e Vinci, Flipper, Nuovo Una Barca di Soldi, Mini Cruciverba d'Oro, Cruciverba d'Oro, Magic Roulette, Buon Natale;
- 2012: Cominciamo Bene!, Mega Turista per Sempre, Mi Sento Fortunato, Magico Tesoro, Assopigliatutto, Un Mare d'Oro, Sudoku, Oro e Diamanti, Regali di Natale;
- 2013: Vegas Casinò, Oroscopo Fortunato, Super Sette e Mezzo, Doppia Sfida, Pazzi per lo Shopping, Arriba la Fortuna, Caraibi, Battaglia Navale, Stregati dalla Fortuna, I Tesori del Pascià, Natale in Famiglia, Nuovo Miliardario, Nuovo Mega Miliardario, Nuovo Maxi Miliardario;
- 2014: Botta di Fortuna, Turista per 10 Anni, Super Portafortuna, Mega Doppia Sfida, 10º Anniversario, Goal Mondiale Brasile, Viva l'Estate!, Cruciverba, Texas Casinò, Fantastici 1.000, Super Settimana 200 €, Super Settimana 500 €, Super Settimana 1.500 €, Auguri di Natale, 2015;
- 2015: Oro e Rubini, Milioneuro, Puntata al Casinò, Serata Vip, €500 Milioni Super Cash, Fai 7, 20X, Soldi Cash 500, Doppio Fai 7, Nuovo Turista per 10 Anni, Nuovo Turista per Sempre, Mappa dei Pirati, Royal Black, Soldi... Soldi, 50X, Ricca Nevicata, Natale sotto l'Albero, Magnifici 10.000, 2016;
- 2016: Il Forziere, Dado 7, Biliardissimo, Multi Bonus, Big 5, Buona Fortuna, Occasione preziosa, Buon Viaggio, Nuovo Sette e Mezzo, Pari e Dispari, Il Regno delle Gemme, Città contro Campagna, Buone Feste, 100X, 2017, Tutto per Tutto;
- 2017: Carta Alta Vince, Nuovo Portafortuna, Sfida al Casinò, 10X, Numeri Fortunati, Uno Tira l'Altro, Il Miliardario, Il Miliardario Mega, Il Miliardario Maxi, Gioca Smart, Magia di Natale, Buone Feste, Wheel of fortune, 2018, Nuovo Oroscopo;
- 2018: Tris Vincente, Level4, Un Sacco di Soldi, Nuovo Battaglia Navale, Mini Doppia Sfida, Nuovo Doppia Sfida, Nuovo 10X, Nuovo 20X, Nuovo 50X, Nuovo 100X, Super Tombola, 2019;
- 2019: Multistar, M’ama non m’ama, Bonus Tutto per Tutto, Fai Scopa New, Il Vincitore, Il Nuovo Miliardario, Il Nuovo Mega Miliardario, Il Nuovo Maxi Miliardario, I Simboli del Miliardario, Freccette Insieme, La Super Tombola, Buon Anno;
- 2020: Area Gold, Puzzle, Triplo Colpo, New Turista per Sempre, New Turista per 10 anni, Monetine Fortunate, La Super Tombola New, Dolce Natale;
- 2021: Linea Vincente, Cuccioli D'oro, Turbo Cash, New Sette e Mezzo, New Super Sette e Mezzo, Numerissimi, Portafortuna Mini, Portafortuna Plus, Bianco Natale, Il Villaggio Di Natale;
- 2022: Speed Cash, Le Ricchezze Di Eldorado, Sfinge d'oro, Frutti Ricchi, 500 Special, Crucijolly, Il Re Vincente, Fai 13, Super Numerissimi, Un Magico Natale, Ricco Natale, Buon 2023;
- 2023: Oro 24 Carati, Anni '70, Testa o Croce, Vinci in Grande, La Star; Buongiorno, New Tutto per Tutto, New Bonus Tutto per Tutto, Sotto il Sole, Colpo Ricco, La Grande Occasione, Tombola Fortunata, Nuovo 15X;
- 2024: Ultra Numerissimi, Forza 100 200, Premi Stellari, Doppia Sfida Classic, Doppia Sfida Small, Doppia Sfida Super, Super Gold, Ping Pong, Il Turista per Sempre, Il Tris Vincente, €50&€100, Pop 5€, Tombola Mini, Tombola Classic, Tombola Super;
- 2025: New Extra Tutto per Tutto, 500 Special Turbo, Regina di Cuori, Miliardario New, Mega Miliardario New, Maxi Miliardario New, Numeri Fortunati New; Un'Estate al Mare Mini, Un'Estate al Mare, Un'Estate al Mare Super;

Inoltre nel 2010, sulla scia del successo di Win for Life, sono stati lanciati dei biglietti che hanno come possibili premi anche delle rendite.

### Categorie e riscossione delle vincite
Per ottenere il pagamento della vincita delle lotterie ad estrazione istantanea cartacee (c.d. «Gratta e Vinci»), i biglietti devono essere integri e non contraffatti e devono risultare vincenti secondo la prevista procedura di validazione da parte del sistema informatico del concessionario Lotterie Nazionali S.r.l..
Le vincite sono così suddivise:
- premi di fascia bassa: fino a Euro 500,00
- premi di fascia media: da Euro 501,00 ad Euro 10.000,00
- premi di fascia alta: superiori a Euro 10.000,00

Sono in vendita presso bar, tabaccherie, edicole, autogrill e tutti i rivenditori autorizzati che espongono il contrassegno distintivo.
Le modalità di pagamento variano a seconda delle fasce di premio di seguito indicate:
- Premi di fascia bassa, di importo fino ad Euro 500,00: questi premi sono pagabili presentando il biglietto presso qualsiasi punto vendita autorizzato, che, previa validazione della vincita, provvede al pagamento in contanti
- Premi di fascia media, di importo compreso tra Euro 501,00 e Euro 10.000,00: questi premi sono prenotabili presso un qualsiasi punto vendita autorizzato, previa validazione della vincita. La validazione attiva una procedura di prenotazione della vincita ed il conseguente pagamento secondo la modalità scelta dal vincitore (assegno circolare, bonifico bancario o postale).
- Premi di fascia alta di importo superiore a 10.000 Euro: il giocatore può reclamare tali vincite presentando il biglietto o facendolo pervenire a rischio del possessore, presso l’ufficio premi di Lotterie Nazionali S.r.l. (sito in Viale del Campo Boario 56/D, 00154 Roma), in alternativa il biglietto può essere presentato presso uno sportello di Intesa Sanpaolo, che provvederà al suo inoltro a Lotteria Nazionali s.r.l, rilasciando al giocatore apposita ricevuta. Il pagamento avverrà secondo le modalità prescelte dal giocatore stesso (assegno circolare, bonifico bancario o postale).

Per tutte le fasce di premio il reclamo della vincita deve avvenire entro il termine decadenziale di 45 giorni dalla data pubblicazione del provvedimento di chiusura della lotteria sul sito dell'Agenzia delle dogane e dei monopoli.
Le modalità di pagamento delle vincite delle lotterie ad estrazione istantanea con partecipazione a distanza (c.d. Gratta e Vinci online) differiscono in funzione dell’importo vinto:
- Le vincite di "fascia bassa", di importo inferiori e uguali a 10.000€, sono accreditate direttamente sul conto gioco del giocatore,
- Per le vincite di "fascia alta" di importo superiori a 10.000€ il giocatore può richiede il pagamento della vincita presso l’Ufficio premi di Lotterie Nazionali S.r.l. o presso una qualsiasi filiale di Intesa Sanpaolo presentando la seguente documentazione: stampa del promemoria di gioco (recuperabile dal proprio conto gioco) o codice univoco della giocata; documento d'identità del titolare del conto gioco; codice fiscale del titolare del conto gioco.

Le richieste di pagamento di importo superiore a 10.000 Euro devono essere presentate entro il termine decadenzale di 45 giorni dalla data pubblicazione del provvedimento di chiusura della lotteria sul sito dell'Agenzia. 
Alle vincite di importo superiore a 500 euro viene applicata una ritenuta pari al 20% sulla parte di importo eccedente il valore di 500 euro (Legge 27 dicembre 2019, n° 160).
La detrazione sulla quota di vincita eccedente Euro 500,00 viene applicata direttamente al momento della liquidazione della vincita.
1. ↑  Ad esempio per una vincita pari a Euro 700,00, la ritenuta del 20% si applica a Euro 200,00 (Euro 700,00 - 500,00), pari a Euro 40,00. Quindi la vincita al netto della ritenuta sarà pari a Euro 660,00

### Critiche e vicende problematiche
Nel maggio 1996 vennero venduti, in particolare nella Bergamasca e principalmente a Curno, dei biglietti che risultarono vincenti ma che appartenevano ad un lotto, il 71, i cui biglietti si sarebbe scoperto in seguito essere stati prodotti in modo sbagliato per un errore dei computer del Poligrafico dello Stato. I pagamenti delle vincite di tali biglietti vennero sospesi, suscitando polemiche e proteste. Nell'ottobre 1998 vi fu la prima sentenza della pretura civile di Bergamo che impose al Ministero delle Finanze di pagare.

### Varietà
Nel corso degli anni, sono stati prodotti tanti tipi di biglietti, con meccaniche, temi e prezzi diversi. Nella tabella sottostante sono elencate le Lotterie attualmente in vendita
| Nome                      | Prezzo | Vincita massima                                                  |
| ------------------------- | ------ | ---------------------------------------------------------------- |
| 2018                      | 1 €    | 10.000€                                                          |
| Uno tira l'altro          | 1 €    | 10.000€                                                          |
| Nuovo Porta Fortuna       | 1 €    | 10.000€                                                          |
| Nuovo Sette e Mezzo       | 1 €    | 7.000€                                                           |
| Buon 2019                 | 2 €    | 100.000€                                                         |
| Magia di Natale           | 2 €    | 100.000€                                                         |
| Dado 7                    | 2 €    | 100.000€                                                         |
| Nuovo Turista per 10 Anni | 2 €    | 50.000€ + 10.000€ all'anno per 10 anni + 10.000€ di bonus finale |
| Nuovo 10X                 | 2 €    | 100.000€                                                         |
| Nuovo Fai Scopa           | 2 €    | 100.000€                                                         |
| Mini Doppia Sfida         | 2 €    | 100.000€                                                         |
| Buona fortuna             | 2 €    | 100.000€                                                         |
| 10X                       | 2 €    | 100.000€                                                         |
| Fai Scopa New             | 2 €    | 100.000€                                                         |
| Buone Feste               | 3 €    | 200.000€                                                         |
| Gioca Smart               | 3 €    | 500€                                                             |
| Pari e Dispari            | 3 €    | 200.000€                                                         |
| Carta Alta Vince          | 3 €    | 200.000€                                                         |
| Mappa dei Pirati          | 3 €    | 200.000€                                                         |
| Level 4                   | 3 €    | 200.000€                                                         |
| M'ama non M'ama           | 3 €    | 200.000€                                                         |
| Numeri Fortunati          | 3 €    | 200.000€                                                         |
| Nuovo Oroscopo            | 3 €    | 200.000€                                                         |
| Super PortaFortuna        | 3 €    | 200.000€                                                         |
| Super Sette e Mezzo       | 3 €    | 200.000€                                                         |
| Super Tombola             | 5 €    | 500.000€                                                         |
| Città contro Campagna     | 5 €    | 500.000€                                                         |
| Il Miliardario            | 5 €    | 500.000€                                                         |
| Multi Star                | 5 €    | 500.000€                                                         |
| Nuovo 20X                 | 5 €    | 500.000€                                                         |
| Nuovo Battaglia Navale    | 5 €    | 500.000€                                                         |
| Buon Viaggio              | 5 €    | 500.000€                                                         |
| 20X                       | 5 €    | 500.000€                                                         |
| Il Forziere               | 5 €    | 500.000€                                                         |
| Doppia Sfida              | 5 €    | 500.000€                                                         |
| Battaglia Navale          | 5 €    | 500.000€                                                         |
| Nuovo Doppia Sfida        | 5 €    | 500.000€                                                         |
| Nuovo Turista per Sempre  | 5 €    | 300.000€ + 6.000€ al mese per 20 anni + 100.000€ di bonus finale |
| Tris Vincente             | 5 €    | 500.000€                                                         |
| Il Vincitore              | 5 €    | 500.000€                                                         |
| Tutto per Tutto           | 5 €    | 500.000€                                                         |
| Wheel of Fortune          | 5 €    | 500.000€                                                         |
| Un Sacco di Soldi         | 10 €   | 3.000.000€                                                       |
| Bonus Tutto per Tutto     | 10 €   | 2.000.000€                                                       |
| Sfida al Casinò           | 10 €   | 2.000.000€                                                       |
| Il Regno delle Gemme      | 10 €   | 2.000.000€                                                       |
| 50X                       | 10 €   | 2.000.000€                                                       |
| Multi€Bonus               | 10 €   | 2.000.000€                                                       |
| Il Miliardario Mega       | 10 €   | 2.000.000€                                                       |
| Nuovo 50X                 | 10 €   | 2.000.000€                                                       |
| 500Milioni                | 20 €   | 7.000.000€                                                       |
| Il Miliardario Maxi       | 20 €   | 5.000.000€                                                       |
| Nuovo 100X                | 20 €   | 5.000.000€                                                       |
| 100X                      | 20 €   | 5.000.000€                                                       |